# Johannes Notz

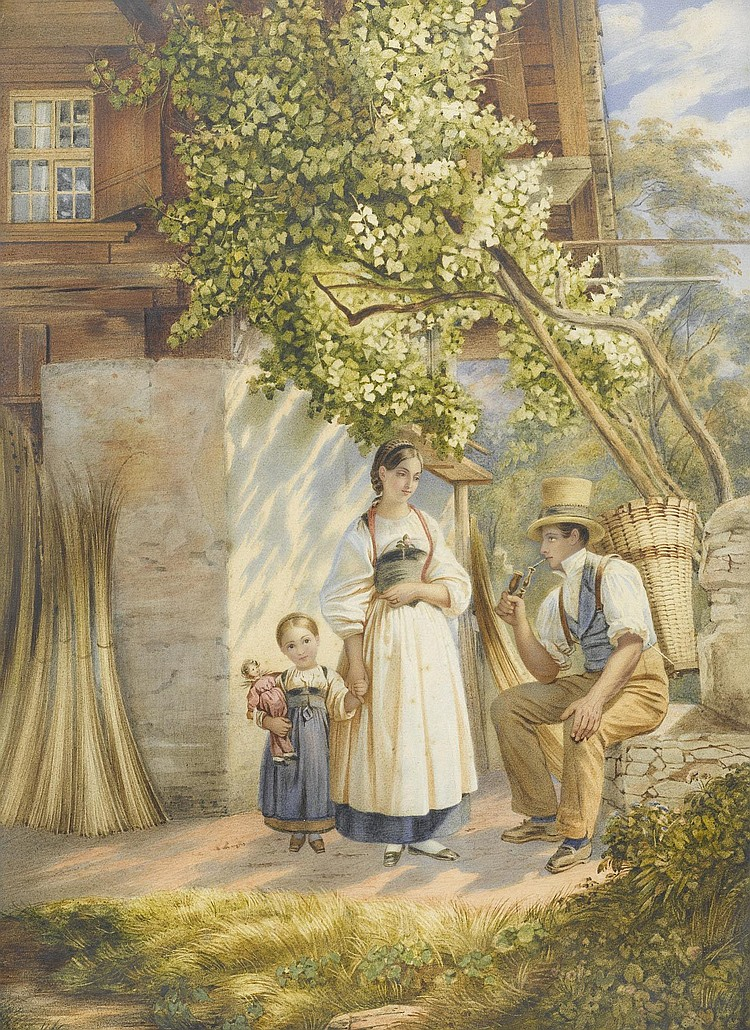
Familienidylle vor einem Bauernhaus

Johannes Notz (* 14. September 1802 in Oberstrass; † 20. Mai 1862 in Zürich) war ein Schweizer Porträt- und Genremaler, der auch in England tätig war.

## Leben
Johannes Notz studierte nach der anfänglichen Malerlehre in Zürich bei Hans Jakob Oeri ab dem 29. April 1822 an der Königlichen Akademie der Künste in München.
Nach dem Studium war er von September 1823 bis Oktober 1824 in Aarau, darauf bis im Sommer 1826 in Basel als Porträtmaler tätig und wurde Mitglied der Zürcher Künstlergesellschaft. Im Februar 1827 kam er nach London, darauf nach Chichester und Southampton, wo er ebenfalls als Porträtmaler tätig war. Er besuchte von September 1842 bis Juli 1843 Italien, wo er Mitglied der dortigen Schweizer Künstlerkolonie wurde. 1844 verliess er England und kehrte in die Schweiz zurück.
Johannes Notz entwarf den Deckelpokal für die Zürcher Bogenschützengesellschaft, ausgeführt in München von Michael Wimmer (1805–1862).